# Szabu, más néven Tjeti
Szabu, más néven Tjeti ókori egyiptomi pap volt, Ptah főpapja a VI. dinasztia idején, Teti és I. Pepi uralkodása alatt.
Szabu főként szakkarai masztabasírjából ismert (E.3). Egy itt talált álajtó feliratát a 19. században lemásolták, egy életrajz részlete olvasható rajta. Darabjai ma a kairói Egyiptomi Múzeumban találhatóak. Szabu számos címet visel, ezek: A Két Ház kézművesei vezetőinek legnagyobbja (wr ḫrpw hmwt m prwy – Ptah főpapának szokásos címe); fő felolvasópap; egyetlen barát; nemesember.
A szöveg említi, hogy mielőtt Szabut kinevezték, mindig két személy töltötte be egyszerre Ptah főpapjának pozícióját; Szabu volt az első, aki egyedüliként töltötte be ezt a pozíciót. Helye a VI. dinasztia kronológiájában bizonytalan. Elődje, Szabu, más néven Ibebi talán az apja volt.

## Fordítás
- Ez a szócikk részben vagy egészben  a   Sabu also called Tjeti című angol Wikipédia-szócikk ezen változatának fordításán alapul.  Az eredeti cikk szerkesztőit annak laptörténete sorolja fel. Ez a jelzés csupán a megfogalmazás eredetét és a szerzői jogokat jelzi, nem szolgál a cikkben szereplő információk forrásmegjelöléseként.